# Eleni Papastamatopoulou
Eleni Papastamatopoulou (en griego: Έλενα Παπασταματοπούλου; 21 de julio de 2002) es una deportista griega que compite en taekwondo adaptado. Ganó una medalla de bronce en los Juegos Paralímpicos de París 2024, en la categoría de +65 kg.

## Palmarés internacional
| Juegos Paralímpicos | Juegos Paralímpicos | Juegos Paralímpicos | Juegos Paralímpicos |
| Año                 | Lugar               | Medalla             | Categoría           |
| ------------------- | ------------------- | ------------------- | ------------------- |
| 2024                | París (Francia)     | Medalla de bronce   | +65 kg              |